# Дорбо-Докшин
Дорбо-Докшин, Дурбан-нойон (монг. Дорбо Догшин, букв. «свирепый Дорбо») — монгольский военачальник, один из полководцев Чингисхана. Происходил из племени дурбэн.
Руководил карательным походом против хори-туматов, оказавшим в 1217 году ожесточённое сопротивление войскам Чингисхана и убившим одного из его военачальников Борохула. Стремясь обмануть противника, Дорбо-Докшин отправил часть отряда к охраняемым туматами землям, а остальное войско повёл по звериным тропам. Вооружённые топорами, пилами и долотами, воины прорубали себе просеку, пока не поднялись на вершину одной из гор, откуда открывался вид на туматский лагерь. Атака Дорбо-Докшина была неожиданной и стремительной; туматов привели к покорности, а из плена были освобождены сподвижник Чингисхана Хорчи-Усун и ойратский вождь Худуха-беки, схваченные незадолго до этого. Сотню пленных туматов Дорбо-Докшин приказал отдать семье Борохула в качестве возмещения за его гибель.   
Дальнейшие упоминания о Дорбо-Докшине относятся ко времени монгольского завоевания Средней Азии: в частности, из «Сокровенного сказания монголов» известно об участии Дорбо в штурме нескольких хорезмийских городов. После битвы на реке Инд (1221), закончившейся бегством хорезмшаха Джелал ад-Дина, Дорбо-Докшину и тысячнику Бала-черби было поручено возглавить отряд для его преследования, однако, потеряв след беглеца у города Мултан, оба полководца были вынуждены повернуть назад и по пути разорили ряд индийских земель. 